# Szpital Przemienienia
Szpital Przemienienia (en polonès, Hospital de la Transfiguració) és una pel·lícula bèl·lica i psicològica polonesa del 1978 dirigida per Edward Żebrowski, amb un guió basat en la novel·la de Stanisław Lem del 1955 amb el mateix títol. El tema de la pel·lícula és l'extermini de pacients de l'hospital psiquiàtric poc després de l'esclat de la Segona Guerra Mundial (Aktion T4). La pel·lícula se centra en el personatge del doctor Stefan (Piotr Dejmek), que s'atreveix a protestar contra els experiments poc ètics duts a terme en pacients pel personal de l'hospital fins i tot abans que els alemanys arribin a l'hospital. La pel·lícula va ser rebuda positivament per la crítica i va rebre nombrosos premis (incloent-hi el Festival de Cinema Polonès i Festival Internacional de Cinema de Locarno). Els avantatges de la pel·lícula eren la seva vessant estètica i una anàlisi exhaustiva de les raons per permetre el totalitarisme, mentre que el desavantatge era l'allunyament de les realitats de la guerra a favor de l'estilisme de l'autor.

## Argument
L'acció de la pel·lícula comença a finals de 1939, quan el jove metge Stefan arriba a un hospital psiquiàtric tancat per aconseguir una feina a la instal·lació. Adherint-se als principis humanitaris de conducta, encara que no específics en els seus punts de vista, Stefan és acceptat pel director de l'hospital. El Dr. Stefan observa amb desaprovació el comportament de Rygier, que sotmet els pacients a tractaments experimentals humiliants, inclosa la Teràpia electroconvulsiva. Rygier realitza l'esmentada operació a Andrzej, un enginyer que pateix càncer cerebral, com a resultat de la qual el pacient gairebé perd el seu poder mental. Stefan també veu les obsessions d'altres metges: el doctor Kauters prefereix només els mètodes quirúrgics per tractar els pacients, mentre que el doctor Marglewski veu la malaltia mental només com una manifestació d'inquietud.
Aviat, el SS Thiesdorf arriba a l'hospital, anunciant la liquidació de l'hospital psiquiàtric. La visita de Thiesdorf provoca multitud d'actituds diferents del personal de l'hospital. Amb el temps, Stefan es rebel·la cada vegada més contra Rygier, però no pot comptar amb la intercessió de Pajączkowski, a qui Rygier acusa de ser "maçò" abans del període d'ocupació. Pajaczkowski indica a Stefan que ha de fer mal als pacients per sobre de la compassió cap a ells. Al seu torn, l'escriptor Sekułowski, que busca refugi en un hospital, acusa amargament el jove metge de no conèixer la vida. Mentrestant, la doctora Nosilewska confessa secretament a Stefan que va fugir d'Àustria després que l'ocupessin els nazis. Stefan pren consciència del seu idealisme va, però també esdevé un testimoni dels errors mèdics dels seus col·legues més grans: l'operació fallida de Kauters, el xarlatanisme de Marglewski.
És hora de tancar l'hospital. El director indefens Pajączkowski no pot demanar a Rygier, Kauters i Marglewski que acceptin una acció espontània per salvar pacients. Només el suporta Stefan, que distribueix els medicaments restants als pacients i, a petició de Sekułowski, li dona cianur; també es cremen fitxers. Quan els alemanys entren a l'hospital, detenen part del personal; Nosilewska és arrestada com a jueva i Pajączkowski comparteix el seu destí. Sekułowski s'empassa cianur quan intenta aturar-lo i se suïcida. Els homes de les SS condueixen el personal i els pacients de l'hospital fora de l'edifici per executar-los. L'Stefan, amagat dels alemanys, intenta conduir un nen amagat sota les bates de l'hospital, però mor als seus braços. Veient una patrulla de les SS al bosc, l'Stefan intenta escapar i desapareix entre la boira mentre l’escamot d’execució dispari als pacients i a la resta del personal, i després els enterra.

## Repartiment

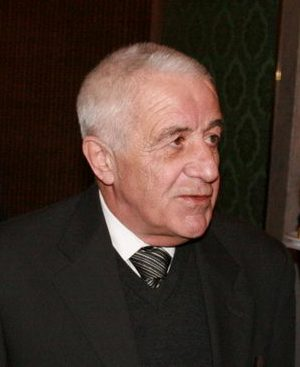
Zbigniew Zapasiewicz, actor del paper del doctor Rygier

Font: Internet Database of Polish Film
- Piotr Dejmek - Doctor Stefan
- Jerzy Bińczycki - enginyer Andrzej Nowacki, pacient de l'hospital
- Henryk Bista - Doctor Kauters
- Ewa Dałkowska - Doctora Nosilewska
- Gustaw Holoubek - escriptor Zygmunt Sekułowski
- Zygmunt Hübner - Dr. Pajączkowski, dirrector de l’hospital
- Ryszard Kotys - infermera Józef
- Wojciech Pszoniak - Doctor Marglewski
- Zbigniew Zapasiewicz - Doctor Rygier
- Władysław Kowalski - un pacient de l'hospital
- Elżbieta Karkoszka – pacient de l'hospital
- Marcin Troński - Doctor Kozłowski

## Producció

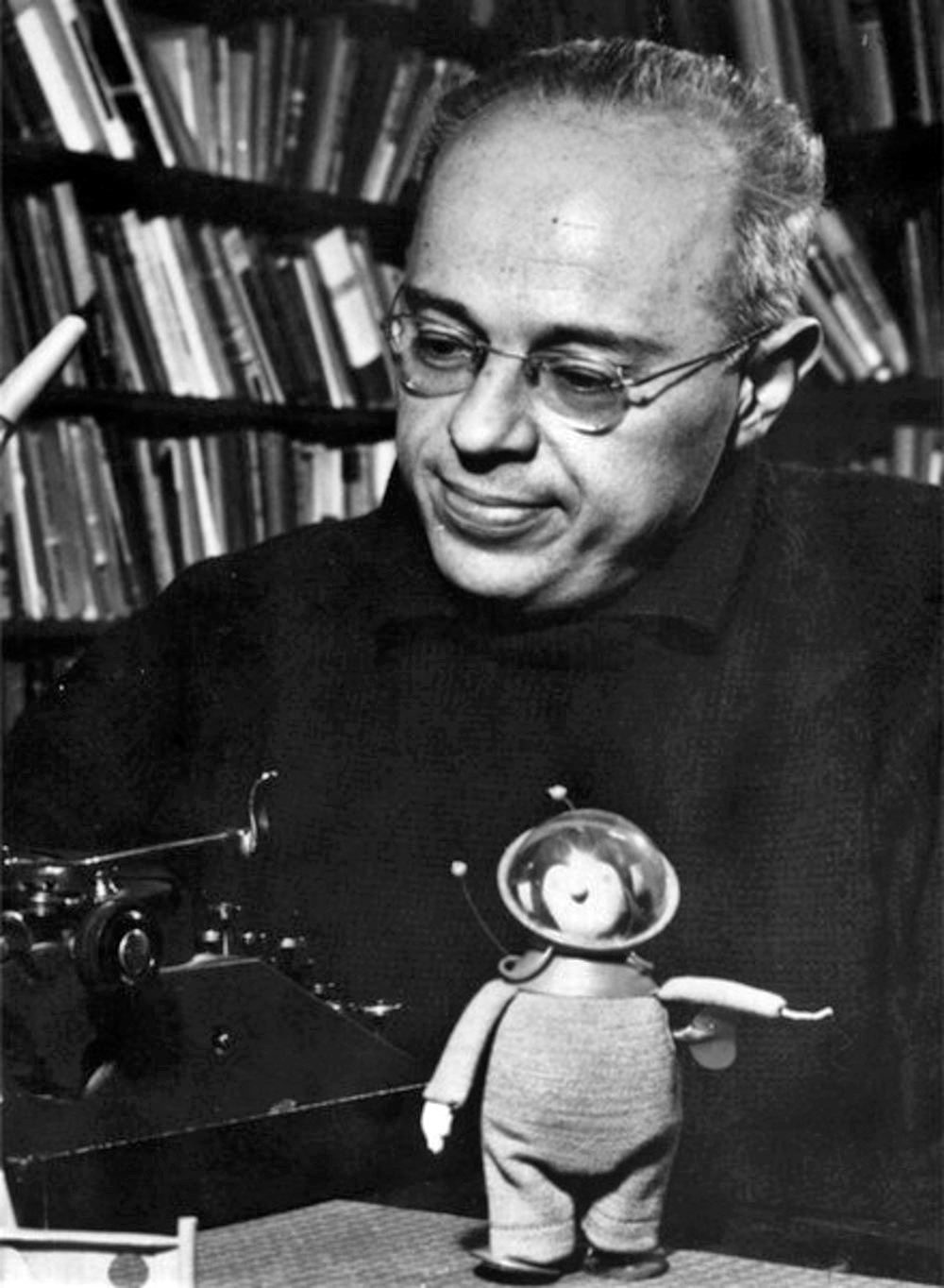
Stanisław Lem, autor del llibre en què es basa el guió

La pel·lícula va ser produïda per Estudi de Cinema «Tor» sota la direcció artística de Krzysztof Zanussi. El director de la pel·lícula va ser Edward Żebrowski, amb un guió basat en la novel·la Stanisław Lem del mateix títol escrit juntament amb el crític de cinema Michał Komar. Witold Sobociński va ser el responsable de la fotografia, i Tadeusz Wybult va dissenyar l'escenografia. La música de Szpitala Przemienienia va ser composta per Stanisław Radwan, mentre que Małgorzata Jaworska va ser responsable del disseny de so. La pel·lícula va ser editada per Urszula Śliwińska.
Durant el rodatge, es van utilitzar interiors i ubicacions històriques com Szpitala im. prof. Jana Mazurkiewicz (Szpital Tworkowski) prop de Varsòvia, tot i que de fet era l'únic gran hospital psiquiàtric de Polònia on els alemanys no van exterminar els malalts mentals durant el guerra. Szpital Przemienienia es va estrenar el 28 de març de 1979.

### Difusió
El 2011, Szpital Przemienienia es va estrenar juntament amb altres pel·lícules de Żebrowski: Ocalenie (1972) i W biały dzień (1980) – en DVD, com a part de la sèrie de publicacions Masterpieces of Polish Cinema. Wydawnictwo Telewizji Kino Polska va ser responsable de publicar Szpital Przemienienia, i la versió distribuïda suportava l'estàndard de so Dolby Digital 2.0. Una versió remasteritzadada digitalment de la pel·lícula de Żebrowski va ser llançada el 2017 per Studio Filmowe "Tor" i Studio Blu, en DVD i Blu-ray.

## Recepció

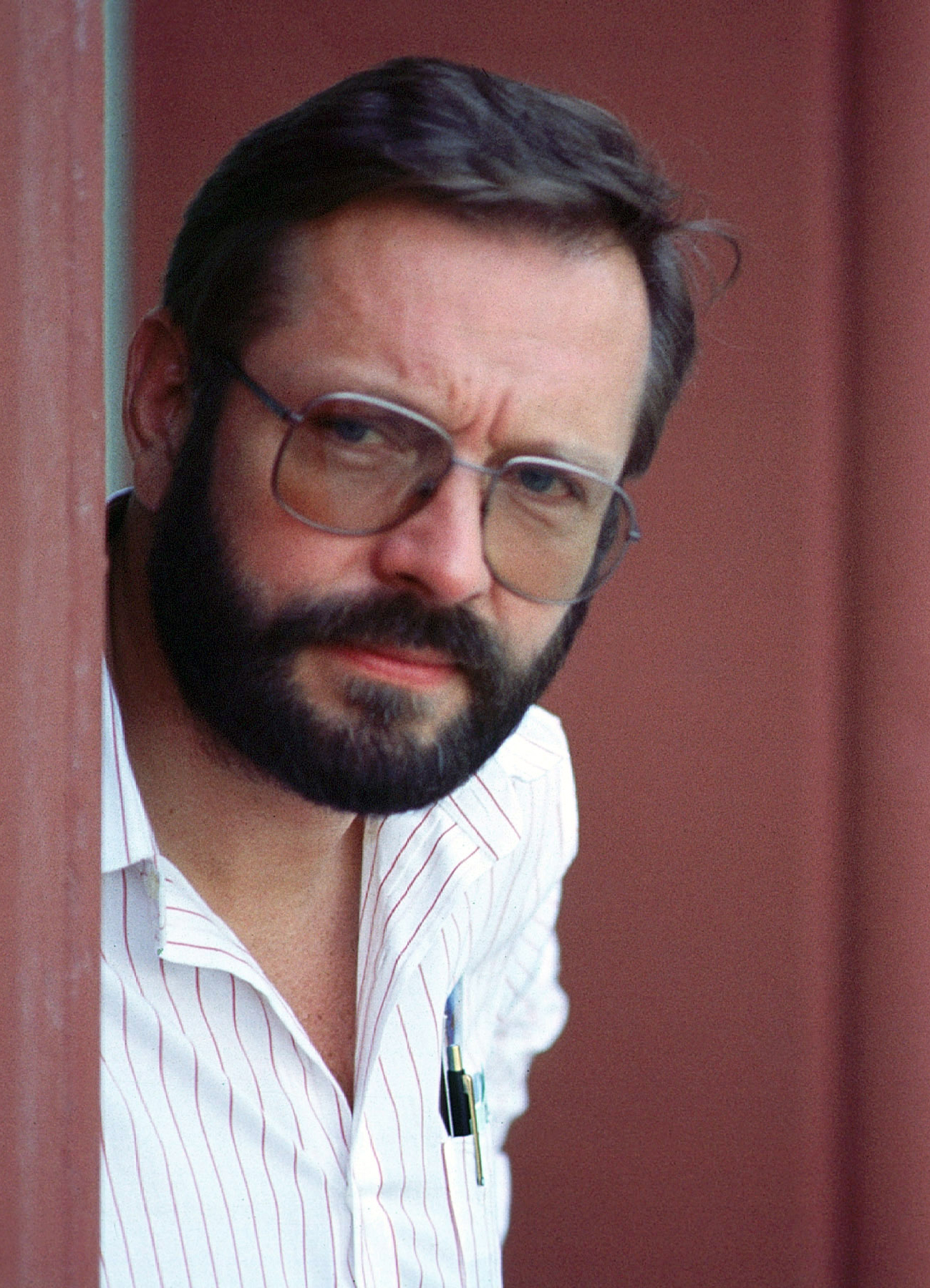
Krzysztof Zanussi, director de Estudi de Cinema ”Tor” responsable de la producció de la pel·lícula

Szpital Przemienienia va ser rebuda de manera majoritàriament positiva per la crítica. Krzysztof Kreutzinger va escriure per a la revista "Film" que "L'Holocaust, encara que ve de fora, és una conseqüència de les relacions internes. No se sent una oposició significativa entre la degeneració del propi hospital i la crueltat que s'acosta”. Rafał Marszałek va destacar que "Żebrowski va descobrir els orígens de la malaltia social […] com si fos fora del nazisme, almenys abans de l'extermini previst pels nazis". Marszałek va assenyalar que els metges de la pel·lícula "durant molt de temps se senten amos de la vida i la mort dels pacients", d'una manera preparant el terreny per a l'extermini nazi. De la mateixa manera, Tadeusz Sobolewski va escriure que Szpital Przemienienia mostra amb una ironia mordaç que l'epidèmia del feixisme també s'estava estenent al nostre costat. Hi ha nazis espirituals entre el personal de l'hospital2013. Segons Zygmunt Kałużyński de "Polityka", la pel·lícula de Żebrowski "respon a unes necessitats extremadament importants: presenta actituds, dona un xoc d'opinions, ens introdueix en un drama de contradiccions ideològiques".
Tadeusz Lubelski va ser més escèptic, acusant la pel·lícula de poca fiabilitat de la trama. La liquidació de l'hospital a la pel·lícula té lloc a l'estiu de 1940, mentre que, tal com afirmava Lubelski, “les esdeveniments prototipus van tenir lloc a Lviv, on Lem va començar els seus estudis de medicina l'any 1940; Per tant, els alemanys no van poder venir a l'hospital fins dos anys després de l'inici de la guerra” El mateix autor del prototip literari, Stanisław Lem, va acusar Żebrowski d'allunyar-se de la realitat de la guerra: “fins i tot durant la Segona Guerra Mundial, el comandant d'una unitat alemanya no podia assassinar ningú a l'atzar. Molt probablement, els alemanys haurien matat els pacients, però no els metges que tenien possibilitats de sobreviure”2015. Una acusació similar la va fer Jerzy Płażewski a les pàgines de "Kino", retreu al director "haver aïllat la història de l'hospital del context més ampli de l'ocupació". Krzysztof Kłopotowski de "Literatura" va afirmar que "Szpital Przemienienia" utilitza simplificacions esquemàtiques: "un partidari d'experimentar amb persones resulta ser volksdeutsche en un moment crític. Va ser una declaració precisa en el seu dia, però avui és enganyosa”.
No obstant això, el valor estètic de la pel·lícula no va ser qüestionat. Krzysztof Teodor Toeplitz de "Miesięcznik Literacki" va escriure: "La pel·lícula està bellament fotografiada, les seves imatges tenen realisme, però també consciència d'estil, pel que fa a la posada en escena és sens dubte un gran pas endavant en el desenvolupament de l'obra d'Edward Żebrowski.". Jan Józef Szczepański de "Tygodnik Powszechny" va cridar l'atenció sobre el taller del càmera responsable de la fotografia de Witold Sobociński: "Transició inesperada de la tècnica del color al blanc i negre , so atenuat, difuminant la nitidesa de la imatge, contribueix a un canvi general de to, crea una perspectiva diferent, com si la realitat es veiés des d'un punt de vista diferent i més objectiu”. Szczepański va resumir la discussió sobre la pel·lícula de Żebrowski de la següent manera: "Szpital Przemienienia no sols és un gran èxit d'Edward Żebrowski com a productor, sinó que també és una pel·lícula que, sens dubte, representarà els èxits més valuosos de la cinematografia polonesa".

### Avaluació actual
Andrzej Szpulak va abordar l'acusació del missatge esquemàtic de la pel·lícula des d'una perspectiva més contemporània. Com va argumentar Szpulak: "Kauters, Rygier, Marglewski o l'escriptor Sekułowski no són figures de cera que representen les seves actituds ideològiques, sinó persones de sang plena amb moltes cares". Segons Szpulak, la pel·lícula es va beneficiar no sols de la subtilesa amb què Żebrowski va adaptar la prosa de Lem, sinó també del repartiment. "Va ser en gran part gràcies al seu ús que el director va poder evitar el risc d'aplanar el missatge"2011. Szpulak, tenint en compte tota l'obra de Żebrowski, ha destacat la confrontació de l'espectador "amb situacions difícils o fins i tot impossibles d'entendre i viure en qualsevol moment i per a cada persona, enfrontament desproveït de facilitats relacionades amb l'ús de les convencions o la il·lustració amb relació a algun concepte ideològic". Segons l'opinió de Szpulak, la imatge d'una situació límit en la vida humana pren una forma matisada a Szpital Przemienienia: "No hi ha cap rastre de la bellesa de la decadència ni la pornografia de la violència"2011.
Robert Birkholc, en canvi, va considerar que les al·legacions de Lem sobre la representació de la realitat de l'ocupació a la pel·lícula no són especialment importants, perquè Szpital Przemienienia no és "una reconstrucció fidel de l'acció de T-4 [... ], sinó una pel·lícula simbòlica que presenta un amarg diagnòstic de la cultura europea". Birkholc també va destacar que: "L'actuació excel·lent, l'humor mordaç, l'escenografia naturalista i el treball de càmera febril (en els moments més dramàtics de la història) dirigit per Witold Sobociński fan de l'obra de Żebrowski una de les millors i més evocadores adaptacions de la prosa de Lem".

## Reconeixements
| Any  | Esdevenment                                                                      | Guardó                                      | Destinatari         |
| ---- | -------------------------------------------------------------------------------- | ------------------------------------------- | ------------------- |
| 1979 | Festival de Cinema Polonès de Gdynia                                             | Premi principal "Lleons de plata de Gdańsk" | Edward Żebrowski    |
| 1979 | Festival de Cinema Polonès de Gdynia                                             | Premi al so                                 | Małgorzata Jaworska |
| 1979 | Festival Internacional de Cinema de Locarno                                      | menció honorífica                           | Edward Żebrowski    |
| 1981 | Festival Internacional de Cinema de Brussel·les                                  | Estrella de cristall                        | Piotr Dejmek        |
| 1981 | Festival Internacional de Cinema de la Creu Roja i Protecció de la Salut a Varna | premi especial del jurat                    | Edward Żebrowski    |